# Dhyana

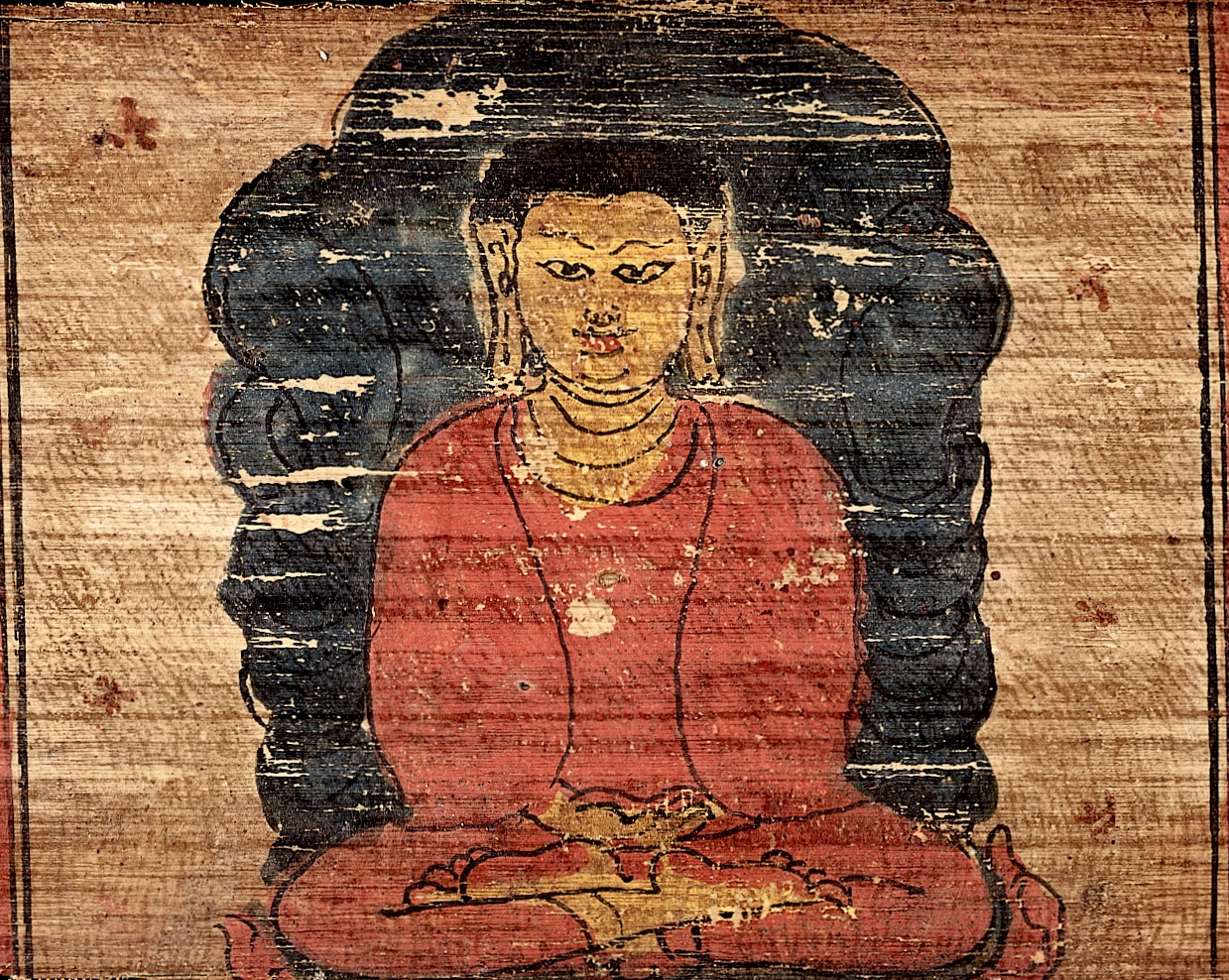
Imagen de Buda en Dhyana, en la etapa de entrenamiento meditativo que conduce al Samadhi.

En los viejos textos del budismo el dhyana (en sánscrito: ध्यान) o jhāna (en pali: 𑀛𑀸𑀦) es un componente del entrenamiento mental (bhavana), comúnmente traducido como meditación, cuyo objetivo es retirar de la mente las respuestas automáticas a las impresiones sensoriales, quemar las impurezas y conduce a un estado de "perfecta ecuanimidad y conciencia " (upekkhā-sati-parisuddhi). Dhyāna puede haber sido la práctica central del budismo presectario, en combinación con varias prácticas relacionadas que en conjunto conducen a una atención plena y un desapego perfectos.
En comentarios posteriores que han sobrevivido en el actual Theravāda, dhyāna se compara con "concentración". Un estado de absorción en el que hay una conciencia disminuida del entorno . 
En tiempos de Buda Gautama (siglo VI a. C. aproximadamente) se inició la llamada "escuela del dhyana", que proponía la meditación como medio único para llegar a la iluminación. 
Al introducirla en China, la escuela del dhyana (llamada escuela del chan en su transcripción al chino) sufrió cambios sustanciales por influencia del taoísmo; y bajo esta forma china se extendió por Corea (bajo el nombre de seón) y por Japón (donde se llamó Zen).